# Universidade Nacional de Luján
A Universidade Nacional de Luján (Universidad Nacional de Luján, UNLu) é uma  universidade pública argentina.
Fundada pela lei 20.031 de 20 de dezembro de 1972, como parte do programa de reorganização da educação superior que levaria a fundação das universides de  Jujuy, La Pampa, Lomas de Zamora, Entre Ríos, Catamarca, Misiones, Salta, San Juan, San Luis e Santiago del Estero. A UNLu está organizada em várias sedes regionais, onde estudam mais de 17.000 alunos. Conta ainda com um Instituto Superior dedicado ao ensino da educação física.
Foi fechada durante o  Processo de Reorganização Nacional, e reaberta pelo presidente Raúl Alfonsín, em 30 de julho de 1984, logo após  restabelecida a democracia. Atualmente conta com uma forte orientação para a atividade acadêmica, formando professores e pesquisadores em  ciências humanas e ciências sociais.
Atualmente, a UNLU, conta com  Centros Regionais em Campana, Chivilcoy e San Miguel. Delegações em Mercedes e Moreno e uma sede na Capital Federal.